# M·H·艾布拉姆斯
迈耶·霍华德·艾布拉姆斯（Meyer Howard Abrams，1912年7月23日—2015年4月21日），通称M·H·艾布拉姆斯，是美国浪漫主义文学批评家和学者。他在文论《镜与灯》（The Mirror and the Lamp）中提出文学四要素，并主编了《诺顿英国文学选集》。

## 生平
艾布拉姆斯1912年出生于新泽西州朗布兰奇。他是东欧犹太移民、房屋油漆工之子。他1930年进入哈佛大学读本科，是家中首位大学生。他攻读英语专业是因为“其他行业同样没有工作……与其饿着肚子做不喜欢的事，不如享受饥饿”。艾布拉姆斯1934年取得学士学位后，拿到剑桥大学抹大拉学院的亨利研究生奖学金，导师为I·A·瑞恰慈。传主1935年重回哈佛大学读研究生，1937年获硕士学位、1940年获博士学位。
第二次世界大战期间，艾布拉姆斯在哈佛大学心理声学实验室工作，解决嘈杂军事环境下的语音通信问题。他负责制定高度可听的军事密码，发明测试甄选嘈杂环境下的出众辨音者。传主1945年成为康奈尔大学的教授，学生有文学评论家哈罗德·布鲁姆、加亚特里·斯皮瓦克、E·D·赫希，小说家威廉·H·加斯、托马斯·品钦等。
艾布拉姆斯1953年发表了文论《镜与灯：浪漫主义文论及批评传统》。该书提出：在浪漫主义之前，理论一般认为文学是面镜子，通过模仿来反映现实世界；但浪漫主义者认为写作更像是盏灯，作家内心溢出灵魂之光照亮世界。他还在书中还将文学理论分为四类，即：模仿说（注重作品与世界的关系）、实用说（注重作品与读者的关系）、表现说（注重作品与作者的关系）、客观说（注重分析著作本身）。该书登上现代图书馆1998年的20世纪百大英语非小说书单
。
艾布拉姆斯还主编了《诺顿英国文学选集》（1962年），并担任「浪漫主义时期」（1798年—1832年）部分的主笔。他在书中对文学家做了点评，如介绍拜伦勋爵时强调了拜伦主义与尼采超人哲学的关联，称雪莱的悲剧在于“他总是怀着最好的愿望，带给自己和所爱之人灾难与痛苦”。
艾布拉姆斯1963年当选美国文理科学院院士，1973年当选美国哲学会会员。
2008年，婚龄71年的妻子露丝去世。2015年4月21日，艾布拉姆斯于在纽约州伊萨卡去世，享年102岁。

## 作品節選
- The Mirror and the Lamp: Romantic Theory and the Critical Tradition (1953) ISBN 978-0-19-501471-6
- The Poetry of Pope: a selection (1954) ISBN 978-0-88295-067-9
- Literature and Belief: English Institute essays, 1957. (1957) 编辑 ISBN 978-0-231-02278-1
- A Glossary of Literary Terms (Geoffrey Harpham, 1957; 9th ed. 2009) ISBN 978-1-4130-3390-8
- English Romantic Poets: modern essays in criticism (1960) ISBN 978-0-19-501946-9
- The Norton Anthology of English Literature (1962) 主编，后推出多个版本
- The Milk of Paradise: the effect of opium visions on the works of DeQuincey, Crabbe, Francis Thompson, and Coleridge (1970) ISBN 978-0-374-90028-1
- Natural Supernaturalism: Tradition and Revolution in Romantic Literature (1971) ISBN 978-0-393-00609-4
- The Correspondent Breeze: essays on English Romanticism (1984) ISBN 978-0-393-30340-7
- Doing Things with Texts: essays in criticism and critical theory (1989) ISBN 978-0-393-02713-6
- The Fourth Dimension of a Poem and Other Essays (2012) ISBN 978-0-393-05830-7